# Астроном (Вермеер)
«Астроном» (нидерл. De astronoom) — картина нидерландского художника Яна Вермеера, написанная около 1668 года.

## Описание
Изображение учёных было распространённой темой в голландской живописи XVII века, которой нашлось место и в творчестве Вермеера, написавшего «Астронома» и, немного позже, «Географа». Считается, что на обеих картинах изображен один и тот же человек, возможно, Антони ван Левенгук.
Сфера деятельности персонажа картины отражена в предметах на его столе — небесном глобусе Йодокуса Хондиуса и книге нидерландского астронома Метиуса Institutiones Astronomicae Geographicae. Примечательно, что текст книги рекомендует астроному «искать вдохновения в Боге», а картина на стене изображает найденного младенца Моисея, возможно, символизирующего науку и знание («и познал он всю мудрость египетскую»). Эту же картину, атрибутируемую искусствоведами английскому художнику Питеру Лели, Вермеер включил в свою работу «Дама, пишущая письмо, со своей служанкой», однако там она, вероятно, имеет другое значение.

## Провенанс
Происхождение картины можно проследить до 27 апреля 1713 года, когда она вместе с «Географом» фигурировала в торговой сделке, проведённой в Роттердаме. Вероятным покупателем стал некий Хендрик Сорг, на распродаже имущества которого 7 лет спустя в Амстердаме обе картины числились в списке, как «Een Astrologist: door Vermeer van Delft, extra puyk» («Астролог» Вермеера из Дефта, бесподобный) и «Een weerga, van ditto, niet minder» (Он же, не хуже прежнего).
Между 1881 и 1888 годами картина была продана в Париже банкиру и коллекционеру живописи Альфонсу Джеймсу де Ротшильду, после смерти которого унаследована его сыном Эдуардом Альфонсом Джеймсом де Ротшильдом. В 1940 году, после захвата Франции нацистской Германией, картина была конфискована у Ротшильда в парижском отеле штабом рейхсляйтера Розенберга, и на её обороте была оттиснута небольшая свастика. После войны картина была возвращена Ротшильдам и в 1983 году приобретена французским правительством в счёт уплаты налогов на наследство. В настоящее время находится в Лувре.

## Фильмография
- «Луч света», фильм Алена Жобера[фр.] из цикла «Палитры» (Франция, 1989).